# La Bastide-sur-l’Hers
La Bastide-sur-l’Hers – miejscowość i gmina we Francji, w regionie Oksytania, w departamencie Ariège.
Według danych na rok 1990 gminę zamieszkiwały 733 osoby, a gęstość zaludnienia wynosiła 154 osób/km² (wśród 3020 gmin regionu Midi-Pireneje La Bastide-sur-l’Hers plasuje się na 450. miejscu pod względem liczby ludności, natomiast pod względem powierzchni na miejscu 1507.).